# 萬鵬 (嘉靖進士)
萬鵬（？—？），字汝南，號唯曾，直隸常州府武進縣人，民籍，明朝政治人物。

## 生平
嘉靖二十八年（1549年）己酉科應天府鄉試第三十七名舉人。年过四十，嘉靖三十二年（1553年）中式癸丑科會試第十二名，三甲第九十五名進士。兵部观政，授浙江松阳知县，调新昌县，倭寇入犯浙江，万鹏练兵筑城，劳瘁成疾而卒，入祀名宦、乡贤祠。

## 家族
曾祖萬禮；祖父萬江；父萬宗成，母陸氏。